# Anne d'Oldenbourg
Anne d’Oldenbourg, née le 14 novembre 1501 à Oldenbourg et morte le 24 septembre 1575 à Emden, est pendant vingt ans régente du comté de Frise orientale. Elle fait respecter de son mieux la tolérance entre Églises, et n'hésite pas à réformer le droit successoral pour éviter l'immixtion de la dynastie des rois de Suède, faisant basculer peu à peu son pays dans la guerre civile.

## Biographie
Anne, fille du comte Jean V d'Oldenbourg et d’Anne d'Anhalt-Zerbst, avait épousé le 6 mars 1530 le comte de Frise orientale, Ennon II, de la maison princière des Cirksena. Avec la mort prématurée de son époux, survenue le 24 septembre 1540, Anne dut assumer à partir de 1542 la régence pour son tout jeune fils. Son règne, qui avec l'appui du Parlement devait se poursuivre jusqu'en 1561, fut agité par les troubles accompagnant la Réforme, notamment à propos de la cohabitation des différents mouvements : quoiqu'elle-même se sentît attirée par la foi reformée, la comtesse reconnut officiellement, et contre l’avis de l'aristocratie locale dont les faveurs se partageaient entre le luthéranisme et le zwinglianisme, qu'aucune des deux confessions protestantes ne se verrait accordée d’exclusivité territoriale.
Ainsi, non seulement les catholiques mais même les spiritualistes bénéficièrent de la tolérance religieuse qui marqua cette régence, et ce n'est qu'à la demande pressante de l'empereur qu’en 1549 elle consentit à refuser l’asile aux anabaptistes dans le comté. Jusqu'à sa mort, en 1566, son principal conseiller et confident fut son frère, le comte Christophe d'Oldenbourg.
La comtesse Anne institua en 1545 une police civile, et alla même jusqu'à réformer le système juridique de Frise orientale. Par suite de troubles, les prérogatives jurisprudentielles de la Haute Cour (Hofkanzlei) se trouvèrent élargies. Des conseillers et des érudits formaient désormais ce tribunal suprême. Elle était saisie en seconde ou tierce instance, mais jugeait en première instance pour les courtisans et la Noblesse.
La régence d’Anne fut en outre assombrie, en 1556, par les derniers soubresauts du conflit armé autour de la possession du Harlingerland : le comte Jean II dit « le Terrible », seigneur du Harlingerland, annexa une bande de terre dans la dépression d'Accum. Anne en appela à la Chambre impériale et au Cercle du Bas-Rhin-Westphalie. Jean, qui comptait déjà par ailleurs de nombreux ennemis, devait mourir en détention en 1562 dans les geôles du Cercle de Westphalie.
Enfin, la comtesse Anne prit une décision politique qui devait s'avérer lourde de conséquences pour l'avenir de sa principauté lorsqu’en 1558, elle dénonça le droit de primogéniture, faisant obligation à son fils aîné Edzard de cogérer, à la fin de sa régence, le pays avec ses deux frères Christophe et Jean. Sans doute entendait-elle par là mettre un frein à l'influence croissante de la Maison Vasa ; Catherine, fille aînée du roi de Suède Gustave Ier Vasa, ne venait-elle pas d'épouser Edzard? mais en privant ainsi son fils aîné de ses droits exclusifs à l'héritage du comté, elle déclencha de facto la division (y compris confessionnelle) de la Frise orientale, car tandis qu'Edzard II était le champion de la foi luthérienne, son frère Jean, comme sa mère, était plutôt partisan des calvinistes.
À la mort du fils cadet Christophe en 1566, la lutte opposant Edzard à Jean pour la suprématie s'exacerba. Si, d'un côté, cette confrontation affaiblit l'autorité princière dans le pays, renforçant les prérogatives de la noblesse et des bourgeois d’Emden, d'un autre côté, ce combat fratricide imposa définitivement la cohabitation des Églises en Frise : aucun des deux partis ne parvenant à s'imposer, le Luthérien Edzard dut renoncer à son projet d’imposer le luthéranisme comme confession nationale.
Menso Alting venait à peine de commencer à exercer comme pasteur à Emden lorsque le 24 septembre 1575 la comtesse Anne mourut : et c'est lors des obsèques de cette dernière que dans la grande église, la Moederkerk d'Emden, il prononça son premier prêche d'inspiration nettement calviniste.
À la mort de Jean (1591), Edzard II devenait l'unique héritier du comté ; seulement l'instabilité civile entretenue pendant tant d'années avait ruiné sa légitimité et son autorité. L'affaiblissement de la maison comtale de Cirksena apparaît, avec le recul, comme l'une des divergences profondes aux origines de la « Révolution d'Emden. »

## Famille
De l'union d'Anne avec le comte Ennon II vinrent au monde six enfants :
- Elisabeth, née le 10 janvier 1531, † 6 septembre 1555 (qui épousa en 1553 le comte Jean V de Schaumburg-Pinneberg) (1531-60)
- Edzard II né le 24 juin 1532, † 1er septembre 1599
- Hedwig, né le 29 juin 1535, † 4 novembre 1616 (qui épousa le 8 octobre 1562 duc Othon II de Brunswick-Harburg) (1528-1603)
- Anna, née le 3 janvier 1534, † 20 mai 1552
- Christophe, né le 8 octobre 1536, † 29 septembre 1566 (à Komárom, (Hongrie))
- Johann, né le 29 septembre 1538, † 29 septembre 1591.